# NGC 2086
NGC 2086 في الفهرس العام الجديد، هو عنقود نجمي، يقع في كوكبة أبو سيف (كوكبة). اكتشف في 24 سبتمبر 1826 . بواسطة جيمس دنلوب .

## روابط خارجية
- NGC 2086 على موقع ويكي سكاي: DSS2, SDSS, GALEX, IRAS, Hydrogen α, X-Ray, Astrophoto, Sky Map, Articles and images